# تفسیرهای مکانیک کوانتومی

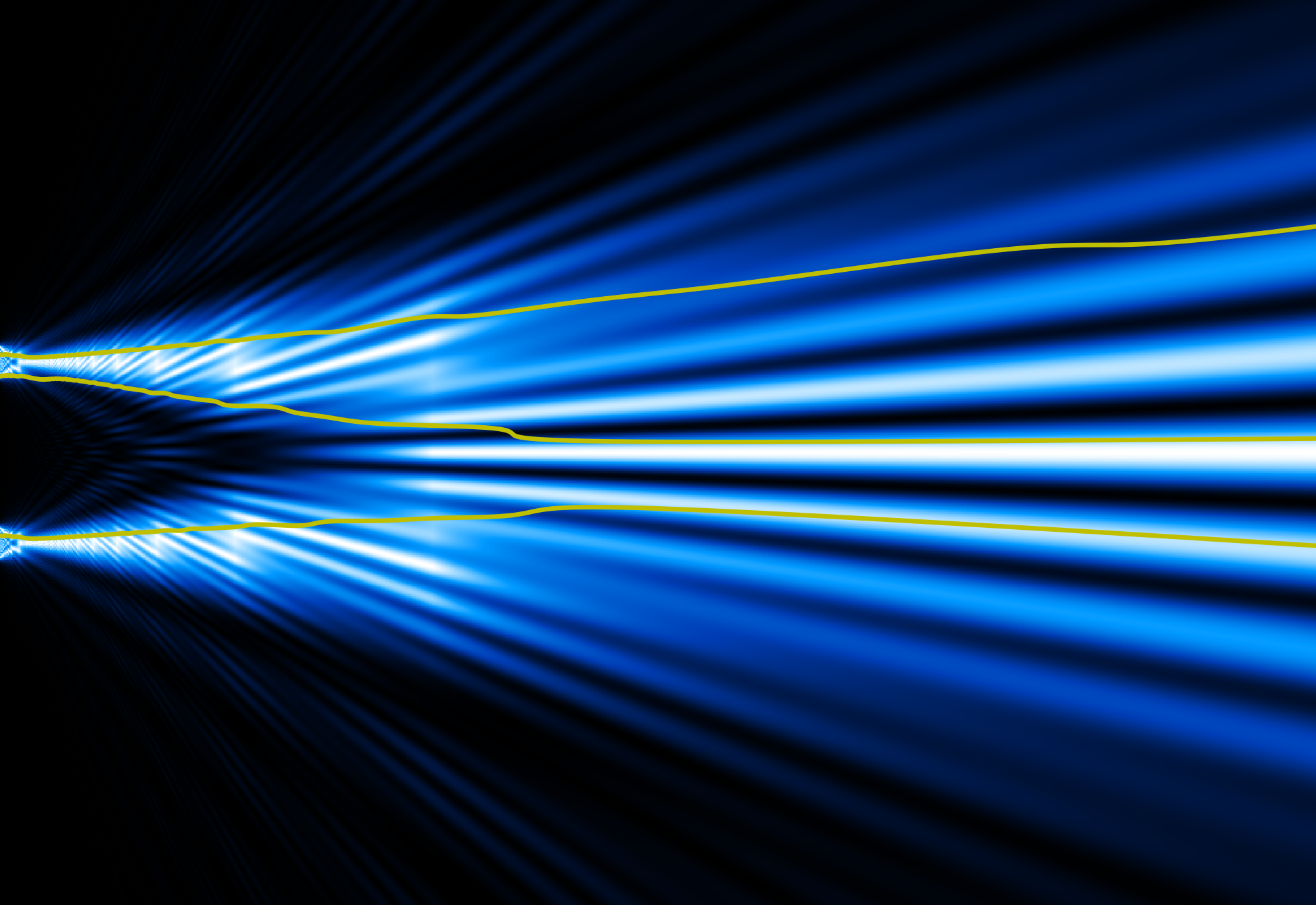
خاصیت موجی الکترون

یک تفسیر مکانیک کوانتومی، (به انگلیسی: An interpretation of quantum mechanics) مجموعه‌ای از گزاره‌هایی است که در آن کوشش می‌شود تا توضیح داده شود که چگونه مکانیک کوانتوم می‌تواند درک ما را از طبیعت بالا ببرد. اگر چه مکانیک کوانتوم برای درستی یافته‌هایش آزمایش‌های سخت را از سر می‌گذارند، بسیار از این آزمایش‌ها تفسیرهای گوناگونی دارند.
یک تعبیر از مکانیک کوانتومی عبارت است از مجموعه‌ای از عبارات که تلاش دارند توضیح دهند که مکانیک کوانتومی چگونه ما را به درکی از طبیعت می‌رساند. اگرچه مفاهیم مکانیک کوانتومی با آزمایش های سخت‌گیرانه و دقیق مورد تأیید قرار گرفته‌اند، اما برای بسیاری از این آزمایشها می‌توان تعابیر متفاوتی ارائه کرد.
مکاتب فکری رقیبی وجود دارند که از نظر مسائلی مانند اینکه: "آیا مکانیک کوانتومی به صورت پدیده‌ای قطعی (در مقابل تصادفی و احتمالاتی) قابل درک است؟" یا اینکه: "چه عناصری از مکانیک کوانتومی را می‌توان واقعی دانست؟" با هم اختلاف نظر دارند.
با ادامه روند ابراز علاقهٔ شدید فیزیکدانها به این موضوع، این پرسش مورد توجه خاص متخصصان "فلسفهٔ فیزیک" قرار گرفته‌است. آن‌ها معمولاً با تعیین معنی فیزیکی نهادهای ریاضی تئوری، یک تعبیر از مکانیک کوانتومی را به عنوان تعبیری از بیان ریاضی مکانیک کوانتومی در نظر می‌گیرند.

## پیش‌زمینهٔ تاریخی
تعریف عبارات مورد استفاده توسط پژوهشگران در نظریهٔ کوانتوم (مانند توابع موجی و مکانیک ماتریسی) طی مراحل پرشماری تکامل یافته‌است. برای نمونه، "شرودینگر" در ابتدا تابع موجی مربوط به الکترون را مربوط به چگالی بار الکتریکی جسمی می‌دانست که در حجم گسترده و احتمالاً نامحدودی از فضا پراکنده شده‌است. "ماکس بورن" آن را به سادگی با یک توزیع احتمالاتی مربوط می‌دانست. اینها دو تعبیر متفاوت از تابع موجی هستند. در یکی از آنها، تابع موجی مربوط است به یک میدان مادی و در دیگری مربوط است به یک توزیع احتمالاتی (به بیان دقیق‌تر، احتمال اینکه یک کوانتوم از بار الکتریکی در هر نقطهٔ خاصی از ابعاد فضایی واقع شده باشد).
1. در کنار یک رویکرد کاملاً "ابزار گرایانه" که هرگونه نیاز به توضیح را رد می‌کند (دیدگاهی که در این نقل قول معروف از "دیوید مرمین" بیان شده‌است: "خفه شو و محاسبه کن"، هرچند اغلب به اشتباه به "ریچارد فاینمن" نسبت داده می‌شود) به‌طور سنتی، "تعبیر کوپنهاگ" شایع‌ترین تعبیر در میان فیزیکدانها بود. با این وجود، "تعبیر دنیاهای متعدد" هم در حال به دست آوردن مقبولیت است. یک نظرسنجی جنجالی از ۷۲ کیهان‌شناس و نظریه‌پرداز میدان کوانتومی برجسته، که در نشریهٔ "فیزیک نامیرایی" در سال ۱۹۹۴ منتشر شد، نشان داد که ۵۸% از آنها، از جمله "استیون هاوکینگ" و دو برندهٔ جایزهٔ نوبل، "مورای گل-مان" و "ریچارد فینمن"، از تعبیر دنیاهای متعدد پشتیبانی می‌کردند. به علاوه، تعبیر ابزارگرایانه به وسیلهٔ پیشنهاد هایی برای آزمایش های قابل تحریف که ممکن است روزی باعث تمایز تعابیر شوند، به چالش کشیده شده‌است. آزمایشهایی مانند اندازه‌گیری هوشیاری در هوش مصنوعی. چنین چالشی را محاسبات کوانتومی هم می‌توانند ایجاد کنند.

## طبیعت تعبیر
کم و بیش همهٔ تعابیر از مکانیک کوانتومی در دو ویژگی اشتراک دارند: نخست اینکه آن‌ها تعابیر "فرمولاسیون" هستند، یعنی تعابیری از مجموعه‌ای از معادلات و فرمولها برای تولید نتایج و پیش‌بینی‌ها. دوم اینکه آن‌ها تعابیری از "پدیده‌شناسی" هستند، یعنی تعابیری از مجموعه‌ای از مشاهدات، که هم شامل مشاهداتی می‌شوند که از راه پژوهش تجربی به دست می‌آیند و هم مشاهدات "ذهنی" که رسمیت کمتری دارند (این حقیقت که انسانها همواره جهان را به صورت بدون ابهام می‌بینند در تعبیر مکانیک کوانتومی اهمیت دارد). ویژگی‌هایی که در میان
تعابیر متفاوتند عبارتند از "هستی‌شناسی" و "معرفت‌شناسی". این مباحث با این موضوع ارتباط دارند که نظریهٔ تعبیر شده واقعاً در مورد چه چیزی است. یک پدیده ممکن است تحت یک تعبیر با دید هستی‌شناسی نگریسته شود و تحت تعبیر دیگر با دید معرفت‌شناسی. برای نمونه "اختیار" (در مقابل جبر) را می‌توان به وجود واقعی یک "شاید" در جهان (هستی‌شناسی)، یا به محدودیت دانسته‌ها و تواناییهای پیش‌بینی مشاهده‌گر (معرفت‌شناسی) نسبت داد. تعابیر را می‌توان به صورت کلی به دو دسته تقسیم کرد: آنهایی که بیشتر متمایل به هستی‌شناسی هستند (یعنی واقع‌گرایی") و آنهایی که به سمت ضد واقع‌گرایی تمایل دارند.
بعضی از رهیافتها تمایل دارند که از ارائه هرگونه تعبیر از پدیده یا فرمولاسیون خودداری کنند. اینها را می‌توان به عنوان ابزارگرا توصیف کرد. رهیافتهای دیگر تغییراتی را در فرمولاسیون پیشنهاد می‌کنند و بنابراین به بیان دقیق، آن‌ها بیشتر نظریه‌های جایگزین هستند تا تعابیر. در برخی از موارد، مانند "مکانیک بوهمین"، می‌توان در این مورد بحث کرد که آیا یک رهیافت با یک فرمولاسیون استاندارد معادل است یا نه.

## مشکلات تعبیر
مشکلات تعبیر شامل نکاتی در مورد توصیف درست مکانیک کوانتومی هستند. از جمله:
۱.	وجود چیزهایی که به نظر می‌آید فرایندهایی غیر قطعیتی و برگشت ناپذیر باشند.
۲.	پدیدهٔ "گرفتاری"، و به ویژه همبستگی بین رویدادهای دوردست که در نظریهٔ کلاسیک مورد انتظار نیستند.
۳.	مکمل بودن توصیفهای پیشنهادشده برای واقعیت
۴.	طبیعت انتزاعی و ریاضی توصیف.
۵.	نقش ایفا شده به وسیلهٔ مشاهده‌گرها و فرایند اندازه‌گیری
۶.	نرخ شتابان افزایش پیچیدگی توصیفهای کوانتومی با افزایش اندازهٔ سیستم
اولاً، ساختار ریاضی پذیرفته شده برای مکانیک کوانتومی بر اساس ریاضیات نسبتاً انتزاعی بنا نهاده شده‌است، مانند "فضاهای هیلبرت" و عملگرها بر روی آن فضاها. از طرف دیگر، در مکانیک و الکترومغناطیس کلاسیک، ویژگی‌های جرم نقطه‌ای یا ویژگی‌های میدان با اعداد یا توابعی حقیقی توصیف می‌شوند که بر روی مجموعه‌های دو یا سه بعدی تعریف شده‌اند. اینها دارای معانی مستقیم فضایی هستند و به نظر می‌رسید در این نظریه‌ها نیاز کمتری به ارائهٔ تعبیر فضایی برای آن اعداد یا توابع وجود داشته باشد.
به علاوه، فرایند اندازه‌گیری می‌تواند نقشی اساسی را در مکانیک کوانتومی ایفا کند و این نکته‌ای است که بحثهای داغی در مورد آن صورت گرفته‌است. به نظر می‌آید که دنیای اطراف ما در حالت خاصی باشد. اما مکانیک کوانتومی این موضوع را با با توابع موجی بیان می‌کند که احتمال همهٔ مقادیر را تعیین می‌کنند. به صورت کلی، تابع موجی به تمام مقادیر ممکن هر کمیت فیزیکی، مانند موقعیت، احتمالهایی غیر صفر را تخصیص می‌دهد. پس ما چگونه می‌توانیم یک ذره را در موقعیت خاصی ببینیم در صورتی که تابع موجی آن در سراسر فضا پراکنده‌است؟ توصیف مستقیم برای توصیف چگونگی وقوع پیامدهای خاص از احتمالات، مفهوم اندازه‌گیری را معرفی کرد. بر اساس این نظریه، توابع موجی با هم برهمکنش دارند و بر طبق قوانین مکانیک کوانتومی در طول زمان تکامل می‌یابند، تا زمانی که یک اندازه‌گیری انجام شود که در آن زمان، سیستم یکی از مقادیر ممکن خود را با احتمالی که به وسیلهٔ تابع موجی مشخص می‌شود اختیار می‌کند. همانگونه که با "آزمایش شکاف دوگانه" نشان داده شده‌است، اندازه‌گیری می‌تواند به صورتهایی عجیب و غریب با حالت سیستم برهمکنش داشته باشد.
پس فرمولاسیون ریاضی مورد استفاده برای توصیف تکامل زمانی یک سیستم غیر نسبیتی، دارای دو نوع تبدیل متضاد است:
تبدیلهای برگشت‌پذیر که به وسیلهٔ "عملگرهای واحدی" در فضای حالت توصیف می‌شوند. این تبدیلها با پاسخهای معادلهٔ "شرودینگر" مشخص می‌شوند.
تبدیلهای برگشت‌ناپذیر و غیر قابل پیش‌بینی که به وسیلهٔ تبدیلهای تبدیلهای ریاضی پیچیده‌تر توصیف می‌شوند. از جملهٔ آن‌ها می‌توان تبدیلهایی را نام برد که یک سیستم بر اثر اندازه‌گیری دستخوش آن‌ها می‌شود.
یک پاسخ مسئلهٔ تعبیر، شامل ایجاد گونه‌ای از تصویر قابل درک، با حلّ گونهٔ دوم تبدیل است. از راه راه‌حلهای صرفاً ریاضی می‌توان به این هدف رسید، مانند آنچه که به وسیلهٔ تعابیر "دنیاهای متعدد" و "تاریخهای سازگار" ارائه می‌شود.
علاوه بر ویژگی‌های غیر قابل پیش‌بینی و برگشت‌ناپذیر بودن فرایندهای اندازه‌گیری، عناصر دیگری از مکانیک کوانتومی وجود دارند که آن را به روشنی از فیزیک کلاسیک متمایز می‌کنند و در هیچ نظریهٔ کلاسیکی حضور ندارند. یکی از اینها، پدیدهٔ "گرفتاری" است، آنگونه که در پارادوکس EPR نشان داده شده‌است، که ظاهراً "اصول علت و معلولی موضعی" را نقض می‌کند.
مانع دیگری برای تعبیر، پدیدهٔ "مکمل بودن" است که به نظر می‌رسد اصول اولیهٔ "منطق گزاره‌ای" را نقض می‌کند. مکمل بودن می‌گوید که هیچ تصویری منطقی وجود ندارد (که از منطق گزاره‌ای کلاسیک پیروی کند و) که به صورت هم‌زمان بتوان از آن برای توصیف و تحلیل همهٔ ویژگی‌های یک سیستم کوانتومی S استفاده کرد. این امر معمولاً به این صورت بیان می‌شود: "گزاره‌های مکمل A و B وجود دارند که هر یک می‌توانند S را توصیف کنند، ولی نه به صورت همزمان. مثالهایی از A و B عبارتند از گزاره‌هایی که از یک توصیف موجی S استفاده می‌کنند و گزاره‌هایی که از یک توصیف ذره‌ای S استفاده می‌کنند. عبارت آخر، بخشی از فرمولاسیون اصلی "نیلز بوهر" است، که غالباً با خود اصل مکمل بودن معادل در نظر گرفته می‌شود.
مکمل بودن معمولاً این نکته را القا نمی‌کند که منطق کلاسیک اشتباه می‌کند (اگرچه "هیلاری پوتنام" در مقالهٔ خود "آیا منطق، تجربی است؟" این نظر را دارد). بلکه مکمل بودن به این معنی است که ترکیب ویژگی‌های فیزیکی S (مانند موقعیت و ممان، که هر دو دارای مقادیر در محدوده‌های مشخصی هستند) با استفاده از پیوندهای گزاره‌ای، از قوانین منطق گزاره‌ای کلاسیک پیروی نمی‌کند. آنگونه که امروزه به خوبی دانسته شده‌است، منشأ مکمل بودن در جابجایی‌ناپذیر بودن عملگرهاییست که ذرات قابل مشاهده را در مکانیک کوانتومی توصیف می‌کنند.
از آنجا که پیچیدگی یک سیستم کوانتومی با افزایش درجه‌های آزادی آن به صورت نمایی بالا می‌رود، این امکان وجود ندارد که توصیفهای کوانتومی و کلاسیک را با هم تداخل داد تا فهمید که تقریبهای کلاسیک چگونه زده می‌شوند.

## وضعیت مشکل تعابیر
چون فیزیک کلاسیک و زبان غیر ریاضی نمی‌توانند از نظر دقت با ریاضیات مکانیک کوانتومی برابری کنند، هر چیز خارج از فرمولاسیون ریاضی لزوماً دارای دقت محدود است.
به علاوه، وضعیت هستی‌شناسی دقیق هر تعبیر جای بحث فلسفی دارد. به عبارت دیگر، اگر ما ساختار فرمولی X مکانیک کوانتومی را با ساختار فرمولی Y تعبیر کنیم (از راه معادل بودن ریاضی دو ساختار)، وضعیت Y چگونه‌است؟ این همان پرسش قدیمی "حفظ پدیده‌ها" است که به ظاهر جدیدی درآمده‌است.
برخی از فیزیکدانها، مانند "اشر پرس" و "کریس فوکس" بحث می‌کنند که یک تعبیر، چیزی نیست به جز یک معادل بودن رسمی بین مجموعه‌هایی از قواعد برای عمل کردن بر روی داده‌های تجربی. به این ترتیب، آن‌ها اینگونه القا می‌کنند که اصولاً به پرداختن به تعبیر نیازی نیست.

## تعبیر ابزارگرایانه
هر نظریهٔ علمی مدرن، حداقل به یک توصیف ابزارگرایانه نیاز دارد که فرمولاسیون ریاضی را با آزمایشهای تجربی و پیش‌بینی ارتباط می‌دهد. در مورد مکانیک کوانتومی، رایج‌ترین توصیف ابزارگرایانه عبارت است از ادعای نظم آماری بین فرایندهای آماده‌سازی حالت و فرایندهای اندازه‌گیری. یعنی، اگر اندازه‌گیری یک کمیت دارای مقدار حقیقی به دفعات، و همواره با شرایط اولیهٔ یکسان انجام شود، نتیجه عبارت است از یک توزیع احتمالاتی کاملاً مشخص که با اعداد حقیقی همخوانی دارد. به علاوه، مکانیک کوانتومی ابزاری محاسباتی را برای تعیین ویژگی‌های آماری این توزیع، مانند میانگین آن، فراهم می‌آورد.
محاسبات اندازه‌گیری‌های انجام شده بر روی یک سیستم S، یک فضای هیلبرت H را بر مجموعهٔ اعداد مختلط فرض می‌کنند. وقتی سیستم S در یک حالت خالص آماده شده باشد، این وضعیت با برداری در H ارتباط دارد. کمیتهای قابل اندازه‌گیری با عملگرهای هرمیتی ارتباط دارند که بر روی H عمل می‌کنند: اینها را "قابل مشاهده‌ها" می‌گویند.
اندازه‌گیری پیاپی یک قابل مشاهدهٔ A، هنگامی که S در حالت Ψ آماده شده‌است، توزیعی از مقادیر را تولید می‌کند. مقدار مورد انتظار این توزیع با رابطهٔ ⟨ψ│A│ψ⟩ داده می‌شود.
با روشن شدن چگونگی ارتباط دادن حالت اولیه با یک بردار حالت هیلبرت، و نیز چگونگی ارتباط دادن کمیت اندازه‌گیری‌شده با یک قابل مشاهده (یعنی یک عملگر مشخصی هرمیتی)، این روش ریاضی، راهی ساده و مستقیم را برای محاسبهٔ یک ویژگی آماری یک آزمایش فراهم می‌آورد.
به عنوان مثالی از چنین محاسباتی، احتمال یافتن یک سیستم در یک حالت خاص |├ ϕ〉 ┤، با محاسبهٔ مقدار مورد انتظار "عملگر تصویر" دارای رتبهٔ (1- rank) به دست می‌آید:
Π=|├ ϕ〉〈ϕ┤ |
بدین ترتیب، احتمال با عدد غیر منفی‌ای داده می‌شود که از رابطهٔ زیر به دست می‌آید:
P=〈ϕ|Π|ϕ〉=|〈ϕ├|ϕ┤ 〉 |^۲
با استفادهٔ نامناسب از زبان، یک توصیف ابزارگرایانهٔ صرف ممکن است به عنوان یک تعبیر نام برده شود، اگرچه از آنجا که ابزارگرایی به روشنی از هرگونه نقش توضیحی خودداری می‌کند، این استفاده گمراه‌کننده‌است. ابزارگرایی تلاشی نمی‌کند که پرسش "چرا" را پاسخ دهد.

## خلاصه‌ای از تعابیر رایج مکانیک کوانتومی

### دسته‌بندی که انیشتین آن را پذیرفت
یک تعبیر (یعنی یک توضیح معنایی ریاضیات رسمی مکانیک کوانتومی) را می‌توان با برخورد آن با بعضی از موضوعات که انیشتین به آن‌ها اشاره کرده شناسایی کرد. برخی از این موضوعات عبارتند از:
- واقع‌گرایی
- کامل بودن
- "واقع‌گرایی موضعی"
- قطعیت

برای توضیح این ویژگی‌ها، ما باید واضحتر از نوع تصویری صحبت کنیم که یک تعبیر فراهم می‌آورد. ما یک تعبیر را به عنوان یک تناظر بین عناصر یک فرمولاسیون ریاضی M و عناصر یک ساختار تعبیرکنندهٔ I در نظر می‌گیریم، که در آن:
- فرمولاسیون ریاضی M تشکیل شده‌است از فضای هیلبرت متشکل از بردارهای "کت"، عمگرهای خود الحاقی عمل‌کننده بر فضای بردارهای کت، وابستگی زمانی یکتای بردارهای کت، و عملیات اندازه‌گیری. در این مبحث، یک عملیات اندازه‌گیری تبدیلی است که یک بردار کت را به یک توزیع احتمالاتی تبدیل می‌کند.
- ساختار تعبیرکنندهٔ I تشکیل شده‌است از حالتها، انتقال بین حالتها، عملیات اندازه‌گیری و احتمالاً اطلاعات دربارهٔ توسعهٔ فضایی این عناصر. یک عملیات اندازه‌گیری، عملیاتی است که یک مقدار را نتیجه می‌دهد و ممکن است باعث یک تغییر حالت در سیستم شود. اطلاعات فضایی به وسیلهٔ حالتهایی نشان داده می‌شود که به صورت توابعی از فضای پیکربندی نشان داده می‌شوند. انتقالها می‌توانند قطعی یا احتمالاتی باشند یا ممکن است حالتهای بی‌شماری وجود داشته باشند.

جنبهٔ اساسی یک تعبیر این است که آیا عناصر I به عنوان واقعیت فیزیکی تعبیر می‌شوند یا نه. بنابراین، دیدگاه صرفاً ابزارگرایانه نسبت به مکانیک کوانتومی که در بخش قبل توضیح داده شد اصولاً یک تعبیر نیست. این به این دلیل است که این دیدگاه هیچ ادعایی دربارهٔ عناصر واقعیت فیزیکی ندارد.
استفادهٔ کنونی از واقع‌گرایی و کامل بودن ریشه در مقالهٔ سال ۱۹۳۵ دارد که در آن، انیشتین و دیگران پارادوکس EPR را معرفی کردند. در آن مقاله، مؤلفان عنصر مفاهیم واقعیت و کامل بودن یک نظریهٔ فیزیکی را پیشنهاد کردند. آن‌ها عنصر واقعیت را به صورت کمیتی توصیف کردند که مقدار آن را می‌توان قبل از اندازه‌گیری یا ایجاد هرگونه اغتشاشی در آن، با قطعیت تعیین کرد. آن‌ها همچنین یک نظریهٔ کامل فیزیکی را نظریه‌ای تعریف کردند که در آن، هر عنصر واقعیت فیزیکی توسط نظریه در نظر گرفته شده‌است. در یک دیدگاه معنایی نسبت به تعبیر، یک تعبیر در صورتی کامل است که هر عنصر از ساختار تعبیرکننده در ریاضیات وجود داشته باشد. واقع‌گرایی نیز ویژگی هر یک از عناصر ریاضیات است. یک عنصر در صورتی واقعی است که با چیزی در ساختار تعبیرکننده تناظر داشته باشد. برای نمونه، در برخی از تعابیر مکانیک کوانتومی (مانند تعبیر دنیاهای متعدد) گفته می‌شود که بردار کت
مربوط به حالت سیستم با عنصری از واقعیت فیزیکی متناظر است. این در حالی است که در سایر تعابیر اینگونه نیست.
قطعیت یک ویژگی است که تغییرات حالت در نتیجهٔ گذر زمان را توصیف می‌کند. یعنی حالت در در یک لحظهٔ آینده تابعی از حالت در حال حاضر است. به دلیل امکان عدم وجود یک انتخاب واضح یک پارامتر زمانی، ممکن است همیشه کاملاً روشن نباشد که آیا یک تعبیر خاص قطعیتی است یا نه. به علاوه، یک نظریه ممکن است دو تعبیر داشته باشد که یکی از آن‌ها قطعیتی است و دیگری نیست.
واقع‌گرایی موضعی دو جنبه دارد:
- مقدار حاصله از یک اندازه‌گیری متناظر است با مقدار یک تابع در فضای حالت. به عبارت دیگر، آن مقدار یک عنصر از واقعیت است.
- اثرات اندازه‌گیری، دارای سرعتی در پخش هستند که از یک حد کلی بالاتر نمی‌رود (مانند سرعت نور). برای اینکه این امر منطقی به نظر بیاید، عملیات اندازه‌گیری در ساختار تعبیرکننده باید موضعی باشند.

"جان بل" یک فرمولاسیون دقیق واقع‌گرایی موضعی را بر حسب "نظریهٔ متغیر موضعی پنهان" ارائه کرد. ترکیب نظریهٔ بل با آزمایشهای تجربی، انواع ویژگی‌هایی را که یک نظریهٔ کوانتومی می‌تواند داشته باشد محدود می‌کند. برای نمونه، نظریهٔ بل اینگونه القا می‌کند که مکانیک کوانتومی نمی‌تواند هم واقع‌گرایی موضعی را اقناع کند و هم "قطعیت خلاف واقعیت" را.

### تعبیر کپنهاگ
تعبیر کپنهاگ، تعبیر استاندارد مکانیک کوانتومی است که توسط "نیلز بوهر" و "ورنر هایزنبرگ"، هنگامی که آن‌ها در حدود سال ۱۹۲۷ در کپنهاگ همکاری داشتند، فرمول‌بندی شد. بوهر و هایزنبرگ تعبیر احتمالاتی تابع موج را که در ابتدا توسط "ماکس بورن" پیشنهاد شده بود گسترش دادند. تعبیر کوپنهاگ، سؤالاتی مانند "قبل از اینکه من موقعیت این ذره را اندازه‌گیری کنم این ذره کجا بود؟" را بی‌معنی می‌دانند. فرایند اندازه‌گیری به صورت تصادفی دقیقاً یکی از احتمالات ممکنی را که تابع موجی حالت آن‌ها را اجازه می‌دهد بر می‌گزیند. چگونگی این انتخاب هم با احتمالات متناظر با هر حالت ممکن تطابق دارد. بر اساس این تعبیر، برهمکنش یک مشاهده‌گر یا یک وسیله که خارج از سیستم کوانتومی است سبب فروریختن تابع موجی می‌شود. پس به قول هایزنبرگ: "واقعیت در مشاهدات است، نه در الکترون".
تفسیر کپنهاکی می‌گوید که چیزی به نام تابع موج وجود واقعی ندارد و تابع موج تنها یک مفهوم مجرد است (دیدگاه ذهنی). شاید هم بتوان گفت که دست‌کم تفسیر کپنهاکی خود را ملزم به اظهارنظر دربارهٔ واقعی یا ذهنی بودن تابع موج نمی‌داند (دیدگاه ندانم‌گویی). مثالی از دیدگاه ندانم‌گویی را در گفتهٔ فون وایتسکر می‌توان دید که در کنفرانسی در کمبریج گفت که دیدگاه کپنهاکی متفاوت با گزارهٔ «چیزی را که نمی‌توان دید وجود ندارد» است. به گفتهٔ او دیدگاه کپنهاکی می‌گوید: «چیزی را که می‌توان دید حتماً وجود دارد. ولی دربارهٔ چیزی که نمی‌توان دید آزادیم هر فرضی بکنیم و این آزادی را برای فرار از تناقض‌ها به کار ببریم.»
در دیدگاه ذهنی، تابع موج تنها یک ابزار ریاضی برای محاسبهٔ احتمال رویدادهاست. این دیدگاه شبیه رویکرد تفسیر هنگردی است.
در نظرسنجی‌ای که در کارگاه مکانیک کوانتومی در سال ۱۹۹۷ انجام شد، تفسیر کپنهاکی پذیرفته‌ترین تفسیر از مکانیک کوانتومی بود. و پس از آن تفسیر دنیاهای چندگانه قرار داشت.

### تعبیر دنیاهای متعدد
تعبیر دنیاهای متعدد، تعبیری از مکانیک کوانتومی است که در آن، یک تابع موجی فراگیر همواره از قوانین قطعیتی و برگشت‌پذیر یکسانی پیروی می‌کند. به خصوص، هیچ فروریختگی تابع موجی مربوط به اندازه‌گیری وجود ندارد (غیرقطعیتی و برگشت‌ناپذیر). ادعا می‌شود که پدیده‌های مربوط به اندازه‌گیری با "همبستگی‌زدایی" توضیح داده می‌شوند. این پدیده هنگامی رخ می‌دهد که حالتها با محیط برهمکنش کرده و "گرفتاری" به وجود می‌آورند و به دفعات، جهان را به تاریقهای جایگزینی تقسیم می‌کنند که همراه با هم قابل مشاهده نیستند. به این ترتیب جهانهایی متمایز در درون یک "مجموعه از جهانها" ایجاد می‌شوند.
--تفسیر دنیاهای چندگانه یکی از تفسیرهای مکانیک کوانتومی است. این تفسیر را به این نام‌ها نیز می‌خوانند: فرمول‌بندی حالت نسبی، نظریهٔ تابع موج جهانی و دنیاهای موازی.[۱] تفسیر دنیاهای چندگانه در سال ۱۹۲۶ میلادی و زمانی مطرح شد که اروین شرودینگر نشان داد که از منظر ریاضیات، دنیای زیر اتمی دارای تصویری است که تار و مبهم دیده می‌شود.[۲]
تفسیر دنیاهای چندگانه، فروکاهی تابع موج را نمی‌پذیرد و این فروکاهیِ ظاهری را با سازوکار واهمدوسی کوانتومی توضیح می‌دهد. برخی می‌گویند که با این تفسیر همهٔ پارادوکس‌های مکانیک کوانتومی، از جمله پارادوکس EPR[۳][۴] حل می‌شوند، زیرا هرکدام از نتیجه‌های ممکن برای یک رویداد در «جهان جداگانه‌ای» رخ می‌دهد. به زبان دیگر، شمار بسیار زیادی (شاید بی‌نهایت) جهان وجود دارد و هرآنچه می‌توانست در دنیای ما رخ دهد (و رخ نداده‌است) در جهان (های) دیگری رخ داده‌است.
طرفداران این تفسیر می‌گویند که تفسیر دنیاهای چندگانه پاسخی به این پرسش است که «چگونه می‌توان با معادله‌های تعین‌گرایانهٔ مکانیک کوانتومی، پدیده‌های تصادفی (مانند واپاشی تصادفی اتم‌های پرتوزا) را توضیح داد؟» پیش از آن، رویدادها به شکل جهان‌خط‌های تکی دیده می‌شدند؛ ولی تفسیر دنیاهای چندگانه رویدادها را به شکل درخت‌هایی از جهان‌خط‌ها که شاخه‌شاخه شده‌اند می‌بیند.
فرمول‌بندی حالت‌های نسبی را هیوْ اِوِرِت[۵] در سال ۱۹۵۷ بار آورد. در دهه‌های ۱۹۶۰ و ۱۹۷۰ برایس دویت این فرمول‌بندی را به نام دنیاهای چندگانه خواند و آن را همه‌گیر کرد. رهیافت واهمدوسی به تفسیر مکانیک کوانتومی پس از آن توسعه داده شد و دسته‌ای از تفسیرها را به وجود آورد. این تفسیر هم‌اکنون همراه با تفسیر کپنهاکی و دیگر تفسیرهای واهمدوسانه یکی از مهم‌ترین تعبیرهای مکانیک کوانتومی است.
به زبان هیو اورت، دستگاه اندازه‌گیری «د» و سیستم کوانتومی «س» یک سیستم ترکیب‌شده را می‌سازند. پیش از اندازه‌گیری، هرکدام در حالت‌های خوش‌تعریف (و البته وابسته به زمان) قرار دارند. اندازه‌گیری به این معنی است که بگذاریم س و د با هم برهم‌کنش کنند. پس از این که س و د برهم‌کنش داشتند، دیگر نمی‌توان آن‌ها را با حالت‌های مستقلی توصیف کرد. به گفتهٔ اِوِرِت، تنها توصیف بامعنی از این وضعیت به کمک حالت‌های نسبی است: مثلاً حالت نسبی س اگر حالت د را بدانیم، یا حالت نسبی د وقتی حالت س را بدانیم.
به زبان دویت، حالت س پس از رشته‌ای از اندازه‌گیری‌ها با برهم‌نهی حالت‌های کوانتومی‌ای به دست می‌آید که هرکدام نمایندهٔ تاریخچهٔ متفاوتی از اندازه‌گیری‌ها روی س هستند.

### تعبیر تاریخهای سازگار
تعبیر تاریقهای سازگار، تعبیر کپنهاگ را تعمیم می‌دهد و تلاش می‌کند که تعبیری طبیعی را از کیهان‌شناسی کوانتومی ارائه دهد. این نظریه بر اساس یک معیار سازگاری است که اجازه می‌دهد که تاریخچهٔ یک سیستم به گونه‌ای توصیف شود که احتمال هر تاریخچه از قانون جمع‌پذیری احتمالات کلاسیک پیروی کند. ادعا شده‌است که این تعبیر با معادلهٔ شرودینگر سازگار است.
برطبق این تعبیر، هدف نظریهٔ کوانتوم-مکانیکی این است که احتمالات نسبی تاریخچه‌های جایگزین مختلف (برای نمونه، یک ذره) را پیش‌بینی کند.

### تعبیر گروهی یا تعبیر آماری
تعبیر گروهی، که به آن تعبیر آماری هم گفته می‌شود، را می‌توان به صورت یک تعبیر کمینه‌گرا در نظر گرفت. به این صورت که این تعبیر کمترین فرضها را راجع به ریاضیات استاندارد می‌کند. این تعبیر، تعبیر آماری بورن را تا بالاترین حد توسعه می‌دهد. این تعبیر بیان می‌کند که تابع موجی برای یک سیستم تک (برای نمونه، یک ذرهٔ تک) قابل به‌کارگیری نیست، بلکه یک کمیت آماری انتزاعی است که تنها برای گروهی از سیستم‌ها یا ذراتی قابل به‌کارگیری است که مشابه هم آماده شده باشند. احتمالاً برجسته‌ترین حامی این تعبیر، انیشتین بوده‌است:
"تلاش برای فهم توصیف کوانتوم- مکانیکی به عنوان توصیف کامل سیستم‌های تکی به تعابیر نظری غیرطبیعی می‌انجامد که اگر تعبیری را قبول کنیم که می‌گوید توصیف برای گروهی از سیستم‌ها است و نه برای یک سیستم تک، آن تعابیر غیرطبیعی کاملاً غیرضروری خواهند شد."
- انیشتین در کتاب "آلبرت انیشتین، فیلسوف و دانشمند"
در حال حاضر، برجسته‌ترین حامی تعبیر گروهی، "لسلی بالنتاین" است. او استاد دانشگاه "سیمون فریزر" و نویسندهٔ کتاب "Quantum Mechanics, A Modern Development" است. یک آزمایش نشان‌دهندهٔ تعبیر گروهی در کلیپ ویدئویی "آکیرا تونومورا" نشان داده شده‌است. از این آزمایش "شکاف دوگانه" با گروهی از الکترون‌های تکی روشن است که چون تابع موجی کوانتوم- مکانیکی (مجذور شده) الگوی تداخل کامل شده را توصیف می‌کند، باید یک گروه را توصیف کند.

### نظریهٔ دوبروی- بوهم
نظریهٔ "دوبروی - بوهم" مکانیک کوانتومی نظریه‌ای از "لوییس دوبروی" است که بعدها به وسیلهٔ "دیوید بوهم" توسعه داده شد تا آزمایشها را در بر گیرد. ذرات، که همواره دارای موقعیت هستند، به وسیلهٔ تابع موجی هدایت می‌شوند. تابع موجی بر طبق معادلهٔ موج شرودینگر تکامل می‌یابد و هیچ‌گاه فرو نمی‌ریزد. این نظریه در یک فضا - زمان تک اتفاق می‌افتد و غیر موضعی و قطعیتی است. تعیین هم‌زمان موقعیت و سرعت یک ذره با محدودیت اصل عدم قطعیت مواجه‌است. این نظریه به عنوان یک نظریهٔ "متغیر پنهان" در نظر گرفته می‌شود و با در برگرفتن غیر موضعی بودن، در نامعادلهٔ بل هم صدق می‌کند. چون ذرات همواره دارای موقعیتهایی قطعی هستند، مسئلهٔ اندازه‌گیری حل شده‌است. فروریختن هم به صورت پدیده‌شناسی توضیح داده می‌شود.

### مکانیک کوانتومی رابطه‌ای
ایدهٔ اساسی مکانیک کوانتومی رابطه‌ای، که بعد از نسبیت خاص آمد، این است که مشاهده‌گرهای مختلف می‌توانند برای یک سری از وقایع، توضیحهای مختلفی داشته باشند. برای نمونه، برای یک مشاهده‌گر در نقطهٔ مشخصی از زمان، یک سیستم می‌تواند در یک "حالت ویژه" ی تک و فرو ریخته باشد، در حالی که برای یک مشاهده‌گر دیگر در همان زمان، آن سیستم ممکن است در حالتی باشد که از جمع دو یا چند حالت به وجود آمده باشد. بنابراین اگر قرار است که مکانیک کوانتومی، یک نظریهٔ کامل باشد، مکانیک کوانتومی رابطه‌ای بحث می‌کند که مفهوم "حالت"، نه خود سیستم مشاهده شده را، بلکه رابطه، یا همبستگی، بین سیستم و مشاهده‌گرهای سیستم را توصیف می‌کند. بردار حالت مکانیک کوانتومی مرسوم، تبدیل می‌شود به توصیفی از همبستگی چند درجهٔ آزادی در مشاهده‌گر، نسبت به سیستم مشاهده شده. با این وجود، مکانیک کوانتومی رابطه‌ای هم این را قبول دارد که این موضوع برای همهٔ اشیای فیزیکی مصداق دارد، چه آن شیء هوشیار باشد و چه ماکروسکوپیک. هر "رویداد اندازه‌گیری" به سادگی به عنوان یک برهمکنش فیزیکی معمولی دیده می‌شود و این اثباتی است برای نوعی از همبستگی که در بالا ذکر شد. پس محتوای فیزیکی نظریه، لازم نیست به خود اشیا، بلکه باید به رابطهٔ بین آن‌ها مربوط باشد.
همانند توضیح "دیوید بوهم" از نسبیت خاص، یک رهیافت مستقل رابطه‌ای به مکانیک کوانتومی هم بسط یافت که در آن یک رویداد آشکارسازی به عنوان ایجاد رابطه‌ای بین میدان کوانتیزه شده و آشکارساز در نظر گرفته می‌شود. در نتیجه، ابهام ذاتی مربوط به اعمال اصل عدم قطعیت هایزنبرگ هم به وجود نخواهد آمد.

### تعبیر تراکنشی
تعبیر تراکنشی از مکانیک کوانتومی (TIQM) که به وسیلهٔ "جان کرِیمر" ارائه شد، تعبیری از مکانیک کوانتومی است که از "نظریهٔ جذب‌کنندهٔ ویلر - فینمن" الهام گرفته‌است. این تعبیر، برهمکنشهای کوانتومی را بر حسب موج ایستای ایجاد شده به وسیلهٔ امواج "عقب‌مانده" (پیش‌رونده در زمان) و "پیشرفته" (عقب‌رونده در زمان) توصیف می‌کند. مؤلف این‌گونه بحث می‌کند که این تعبیر، از مشکلات فلسفی مربوط به تعبیر کپنهاگ و نقش مشاهده‌گر جلوگیری کرده و تناقض‌های کوانتومی مختلفی را حل می‌کند.

### مکانیک تصادفی
در سال ۱۹۶۶ "ادوارد نلسون" استاد دانشگاه پرینستون تعبیر و استخراجی کاملاً کلاسیک را از معادلهٔ موج شرودینگر، مشابه "حرکت براونی" پیشنهاد کرد. ملاحظاتی شبیه این قبلاً هم توسط افرادی مانند "فورث" (۱۹۳۳)، "فینس" (۱۹۵۲) و "والتر وایزل" (۱۹۵۳) چاپ شده بودند و در مقالهٔ نلسون به عنوان مرجع آمده بودند. به تازگی "پاوون" کار بیشتری بر روی تعبیر تصادفی انجام داده‌است. یک رهیافت تصادفی جایگزین هم توسط "رومن تکسوف" پیشنهاد شده‌است.

### نظریه‌های عینی فروریختن
نظریه‌های عینی فروریختن از این نظر که تابع موجی و فرایند فروریختن را از نظر هستی‌شناسی، عینی می‌دانند با تعبیر کوپنهاگ متفاوتند. در نظریه‌های عینی، فروریختن به صورت تصادفی ("موضعی شدن خودبخودی") یا هنگامی اتفاق می‌افتد که به یک آستانهٔ فیزیکی رسیده شود و مشاهده نقشی در آن ندارد. پس این نظریه‌ها واقع‌گرایانه، غیر قطعی، و فاقد متغیر پنهان هستند. مکانیزم فروریختن به وسیلهٔ مکانیک کوانتومی استاندارد بیان نمی‌شود، که اگر قرار باشد این رهیافت درست باشد، این مکانیزم باید توسعه یابد. این به این معنی است که فروریختن عینی، بیشتر یک نظریه‌است تا یک تعبیر. نمونه‌هایی از این نظریه‌ها عبارتند از نظریهٔ جیراردی- ریمینی - وبر و تعبیر "پن روز".

### تعبیر فون نویمن/ویگنر: هوشیاری سبب فروریختن می‌شود
جان فون نویمن در مقالهٔ خود ("پایه‌های ریاضی مکانیک کوانتومی") مسئلهٔ اندازه‌گیری را عمیقاً بررسی کرد. او به این نتیجه رسید که همهٔ دنیای فیزیکی تحت پوشش معادلهٔ شرودینگر است (تابع موجی فراگیر). از آنجا که برای فروریختن تابع موجی به چیزی "خارج از محاسبه" نیاز بود فون نویمن نتیجه‌گیری کرد که فروریختن در نتیجهٔ هوشیاری آزمایش‌کننده اتفاق می‌افتد. بعدها این دیدگاه توسط اوژن ویگنر توسعه یافت، با این وجود دیدگاهی است که فیزیکدانهای بسیار اندکی آن را قبول دارند. گونه‌های تعبیر فون نویمن عبارتند از:

#### پژوهش ذهنی کاهش
این اصل که هوشیاری سبب فروریختن می‌شود، نقطهٔ تقاطع مکانیک کوانتومی و مسئلهٔ ذهن/جسم است و پژوهشگران در تلاشند که رویدادهای هوشیاری را بیابند که با رویدادهای فیزیکی همبستگی داشته باشند. رویدادهایی که بر طبق نظریهٔ کوانتومی باید در بر دارندهٔ فروریختن تابع موجی باشند. ولی تا کنون نتیجهٔ قاطعی به دست نیامده‌است.

#### اصل آنتروپی مشارکتی
این نظریه که "جان آرچیبالد ویلر" آن را ارائه داده‌است می‌گوید که هوشیاری در به وجود آمدن هستی دارای نقش بوده‌است.
فیزیکدانهای دیگری هم گونه‌های خاص خود را از تعبیر فون نویمن توسعه داده‌اند، فیزیکدانهایی مانند:
- "هنری استاپ" (“Mindful Universe: Quantum Mechanics and the Participating Observer”)
- بروس روزنبلوم و فرد کاتنر: (Quantum Enigma: Physics Encounters Consciousness)

### ذهنهای متعدد
تعبیر ذهنهای متعدد از مکانیک کوانتومی با این ایده که تفاوت بین دنیاها باید در سطح ذهن یک مشاهده‌گر ایجاد شود، تعبیر دنیاهای متعدد را توسعه می‌دهد.

### منطق کوانتومی
منطق کوانتومی را می‌توان نوعی از منطق گزاره‌ای دانست که برای درک حالتهای غیرعادی مربوط به اندازه‌گیری‌های کوانتومی، به ویژه آنهایی که مربوطند به ترکیب عملیات اندازه‌گیری متغیرهای مکمل، مناسب است. این زمینهٔ تحقیقاتی و و نام آن ریشه در مقالهٔ سال ۱۹۳۶ "گرت برکهوف" و "جان فون نویمن" دارند. این دو تلاش کردند که برخی از ناسازگاریهای ظاهری منطق بولین کلاسیک را با حقایق مربوط به مشاهده و اندازه‌گیری در مکانیک کوانتومی آشتی دهند.

### نظریه‌های اطلاعاتی کوانتومی
رهیافتهای اطلاعاتی به دو دسته تقسیم می‌شوند:
- هستی‌شناسیهای اطلاعات، مانند "it from bit" از ویلر. این رهیافتها به عنوان احیای مجدد "مجرد گرایی" توصیف شده‌اند
- تعابیری که در آنها، مکانیک کوانتومی به جای خود جهان، دانش یک مشاهده‌گر را از جهان توصیف می‌کند. این رهیافت مشابهتهایی با تفکر بوهر دارد. فروریختن (که به آن، "کاهش" هم گفته می‌شود)، معمولاً به عنوان مشاهده‌گری توصیف می‌شود که از یک اندازه‌گیری در حال به دست آوردن اطلاعات است، تا یک رویداد عینی. این رهیافتها به عنوان مشابه ابزارگرایی ارزیابی شده‌اند.

حالت، یک ویژگی عینی یک سیستم تکی نیست، بلکه اطلاعاتی است که از دانستن چگونگی آماده‌سازی سیستم به دست آمده‌است و می‌توان از آن برای پیش‌بینی اندازه‌گیری‌های آینده استفاده کرد.... یک حالت کواتنوم - مکانیکی، که خلاصه‌ای است از اطلاعات مشاهده‌گر دربارهٔ یک سیستم فیزیکی تکی، هم از راه قوانین دینامیکی تغییر می‌کند و هم هرگاه که مشاهده‌گر از راه فرایند اندازه‌گیری، دربارهٔ سیستم اطلاعات کسب می‌کند. وجود دو قانون برای تکامل بردار حالت... تنها زمانی مشکل‌ساز خواهد بود که اعتقاد بر این باشد که بردار حالت، یک ویژگی عینی سیستم است... "کاهش یک بستهٔ موجی" در هوشیاری مشاهده‌گر اتفاق می‌افتد. این ناشی از هیچ فرایند فیزیکی یکتایی نیست که آنجا اتفاق می‌افتد، بلکه تنها به این دلیل است حالت، یک ساخت مشاهده‌گر است و نه یک ویژگی عینی سیستم فیزیکی.

### تعابیر "کیفیتی" از نظریهٔ کوانتومی
نخستین بار، "وان فراسن" در سال ۱۹۷۲ در مقالهٔ خود "A Formal Approach to The Philosophy of Science" به تعابیر کیفی از مکانیک کوانتومی اشاره کرد. اما هم‌اکنون این عبارت برای توصیف مجموعه‌ای گسترده‌تر از مدل‌ها به کار می‌رود که که از این رهیافت بیرون آمدند. دائرةالمعارف فلسفهٔ استانفورد چند نسخه را توصیف می‌کند:
- نسخهٔ کپنهاگ
- تعابیر کوخن- دیکس - هیلی
- تعابیر کیفی اولیه بر اساس کار کلیفتون، دیکسون و باب

### نظریه‌های متقارن نسبت به زمان
چند نظریه پیشنهاد شده‌اند که معادلات مکانیک کوانتومی را به گونه‌ای تغییر می‌دهند که نسبت به وارونگی زمانی، متقارن باشند. این ویژگی سبب "علیت پس‌رونده" می‌شود: دقیقاً به همان ترتیبی که رویدادهای گذشته رویدادهای آینده را تحت تأثیر قرار می‌دهند، رویدادهای آینده هم می‌توانند رویدادهای گذشته را تحت تأثیر قرار دهند. در این نظریه‌ها، یک اندازه‌گیری تنها نمی‌تواند حالت سیستم را به صورت کامل تعیین کند (که این امر، این نظریه‌ها را به نظریهٔ متغیر پنهان تبدیل می‌کند). اما با انجام دو آزمایش در زمانهای متفاوت، می‌توان حالت دقیق سیستم را در همهٔ زمانهای مابین تعیین کرد. بنابراین، فروریختن تابع موجی تغییری فیزیکی برای سیستم محسوب نمی‌شود، بلکه تغییری است در دانش ما نسبت به آن به دلیل آزمایش دوم. به روشی مشابه، این نظریه‌ها گرفتاری را به عنوان توهمی ناشی از نادیده گرفتن علیت پس‌رونده، و نه به عنوان یک حالت فیزیکی واقعی توضیح می‌دهند. نقطه‌ای که در آن به نظر می‌آید که دو ذره گرفتار شده‌اند، نقطه‌ای است که هر ذره متأثر از اتفاقاتی است که در آینده برای ذرهٔ دیگر رخ می‌دهند.

### نظریه‌های انشعاب مکانی - زمانی
این نظریه‌ها شبیه تعبیر دنیاهای متعدد هستند. تفاوت عمده این است که تعبیر انشعاب مکانی - زمانی فرض می‌کند که انشعاب تاریخ، به جای نتیجه‌ای از تکامل جداگانهٔ اجزاء مختلف یک بردار حالت، آیندهٔ توپولوژی مجموعهٔ رویدادها به همراه روابط علّی آن‌ها است. در تعبیر دنیاهای متعدد، این توابع موجی هستند که انشعاب می‌زنند، در حالی که در تعبیر انشعاب مکانی - زمانی، خود توپولوژی مکان - زمان انشعاب می‌زند. این نظریه دارای کاربردهایی در قضیهٔ بل، محاسبات کوانتومی و گرانش کوانتومی است. همچنین این نظریه شباهتهایی هم با نظریه‌های متغیر پنهان و تعبیر گروهی دارد. در این نظریه، ذرات دارای چندین مسیر تعریف‌شده در سطح میکروسکوپیک هستند. اینها را تنها می‌توان به صورت تصادفی و در سطحی بالاتر، به همراهی تعبیر گروهی مورد بررسی قرار داد.

### تعابیر دیگر
علاوه بر تعابیر عمده‌ای که در بالا بحث شدند، شماری از تعابیر دیگر هم پیشنهاد شده‌اند که اثر علمی چندانی ایجاد نکرده‌اند. دامنهٔ این تعابیر از پیشنهادهای فیزیکدانهای عمده تا ایده‌های پنهان "عرفان کوانتومی" است.

## مقایسه
رایج‌ترین تعابیر در جدول زیر خلاصه شده‌اند. مقادیر خانه‌های جدول جای بحث دارند، چون معانی دقیق برخی از مفاهیم مربوط واضح نیستند و در واقع، خود آن‌ها موضوع اصلی بحث و جدل پیرامون تعبیر داده شده هستند.
هیچ‌گونه شواهد تجربی وجود ندارد که باعث تمایز این تعابیر شود. تا این حد، نظریهٔ فیزیکی پابرجاست و با خودش و با واقعیت سازگاری دارد. مشکلات زمانی رخ می‌دهند که کسی تلاش کند که نظریه را تعبیر کند. با این وجود، طراحی آزمایشهایی که تعابیر مختلف را می‌آزمایند زمینهٔ تحقیقاتی فعال است.
بیشتر این تعابیر دارای نسخه‌های مختلف هستند. برای نمونه، از آنجا که افراد پرشماری در توسعه و بحث دربارهٔ تعبیر کوپنهاگ نقش داشته‌اند، مشکل است که تعریف دقیقی از آن ارائه شود.
بر طبق گفتهٔ بوهر، مفهوم حالت فیزیکی مستقل از شرایط مشاهدهٔ تجربی آن معنایی ندارد که به خوبی تعریف شده باشد. بر طبق گفتهٔ هایزنبرگ، تابع   موجی یک احتمال را نشان می‌دهد و نه یک حقیقت عینی را در زمان و مکان.
بر اساس تعبیر کوپنهاگ، تابع موجی زمانی فرو می‌ریزد که یک اندازه‌گیری انجام می‌شود.
هم ذره و هم تابع موجی راهنما، حقیقی هستند
ذره دارای تاریخ یکتاست، ولی امواج تاریخ چندگانه دارند.
اما کاربرد منطق کوانتومی کمتر از نظریهٔ تاریقهای منسجم است
مکانیک کوانتومی به عنوان راهی برای پیش‌بینی مشاهدات، یا یک نظریهٔ اندازه‌گیری شناخته می‌شود.
از این حقیقت نتیجه می‌شود که پاپر به درستی قطعیت ضد واقعیت و موضعی بودن، هر دو، اعتقاد داشت. جای بحث دارد که آیا تعبیر پاپر را می‌توان به عنوان تعبیری از مکانیک کوانتومی در نظر گرفت (که پاپر این ادعا را دارد) یا باید آن را اعمال تغییراتی به مکانیک کوانتومی دانست (که بسیاری از فیزیکدانها این اعتقاد را دارند)، و اگر مورد دوم صحیح باشد، آیا این تغییرات به روش تجربی رد شده‌اند یا نه. پاپر در این مورد نامه‌نگاریهای طولانیی با انیشتین، بل و... داشت.
مشاهده‌گرها تابع موجی فراگیر را به مجموعه‌هایی متعامد از آزمایشها جداسازی می‌کنند.
اگر تابع موجی حقیقی باشد، این تعبیر تبدیل می‌شود به تعبیر دنیاهای متعدد. اگر تابع موجی کمتر از واقعیت و بیشتر از اطلاعات صرف باشد، زورِک آن را "تعبیر وجودی" می‌نامد.
در تعبیر تراکنشی، فروریختن بردار حالت به عنوان تکمیل تراکنش بین ساطع‌کننده و جذب‌کننده تفسیر می‌شود.
تعبیر تراکنشی، غیر موضعی است.
مقایسهٔ تاریخ بین سیستم‌ها در این تعبیر معنی به خوبی تعریف‌شده‌ای ندارد.
هر برهمکنش فیزیکی به عنوان یک رویداد فرو ریزش، نسبت به سیستم‌های درگیر و نه فقط مشاهده‌گرهای ماکروسکوپیک یا هوشیار، شناخته می‌شود.
حالت یک سیستم به مشاهده‌گر، یعنی به چارچوب مرجع مشاهده‌گر، بستگی دارد.